# Fédération française de rugby
Die Fédération française de rugby (FFR) ist ein Sportverband in Frankreich. Sie ist verantwortlich für die Entwicklung des Rugby-Sports in allen seinen Ausprägungen (Rugby Union, Siebener-Rugby, Junioren, Frauen usw.), für die Führung von über 1900 Vereinen mit mehr als 200.000 lizenzierten Spielern, die Durchführung von regionalen Meisterschaften und die Ausbildung von Schiedsrichtern. Unterteilt ist der Verband in 13 Ligen (damals Komitees) in Frankreich und 1 Liga in den Überseeregionen (Supra Ligue Outre-Mer heißt sie). Der Profisport wird hingegen von der Ligue nationale de rugby (LNR) organisiert. Der im Jahr 1919 gegründete Verband hat seinen Sitz im Marcoussis. Seit 1978 vertritt er Frankreich beim Weltverband World Rugby und seit 1934 beim Kontinentalverband Rugby Europe.

## Aufgabe

Ehrengeschenk der FFR aus Bronze

Die Fédération française de rugby stellt die Frankreich vertretenden Nationalmannschaften, einschließlich der für die Männer, Frauen und Jugend, zusammen. Daneben organisiert der Verband das Kinder- und Jugend-Rugby in Frankreich. Kinder und Jugendliche werden bereits in der Schule an den Rugbysport herangeführt und je nach Interesse und Talent beginnt dann die Ausbildung. Wie andere Rugbynationen verfügt Frankreich über eine U-20-Nationalmannschaft, die an den entsprechenden Six-Nations-Turnieren und Weltmeisterschaften teilnimmt. Die zweite Nationalmannschaft Frankreichs stellt seit der Saison 2017/18 der Barbarian Rugby Club. Ebenso ist die Fédération française de rugby verantwortlich für die französische Siebener-Rugby-Union-Nationalmannschaft und da Siebener-Rugby eine olympische Sportart ist, arbeitet sie hier mit dem Comité National Olympique et Sportif Français zusammen.
Die Fédération française de rugby richtet auch regelmäßig internationale Turniere aus. So waren sie bereits Gastgeber der Weltmeisterschaften 1991 und 1999 (zusammen mit den anderen damaligen Five Nations), 2007 (zusammen mit Schottland und Wales) sowie 2023. Außerdem waren sie Gastgeber der Frauen-Rugby-Union-Weltmeisterschaft im Jahr 2014. Zusammen mit der Rugby Football Union, der Irish Rugby Football Union, der Federazione Italiana Rugby, der Scottish Rugby Union und der Welsh Rugby Union ist die FFR zuständig für die Organisation der jährlichen Six Nations und der Frauen-Six-Nations, der wichtigsten Rugby-Union-Turniere der Nordhemisphäre. Außerdem werden die France Sevens jährlich ausgetragen.

## Geschichte

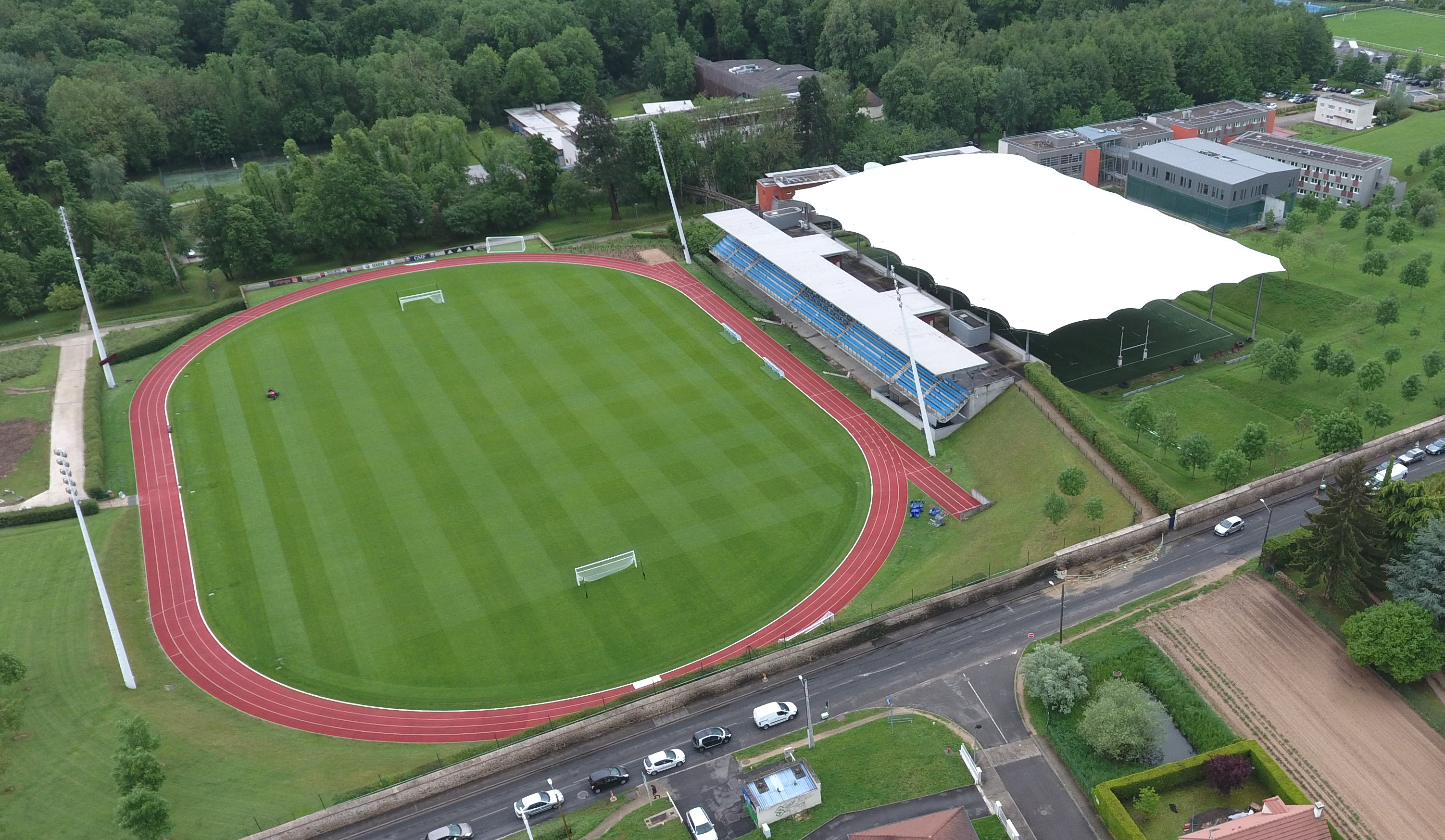
Trainingszentrum am Sitz der FFR in Marcoussis

Am 13. Mai 1919 löste sich die Rugby-Kommission des polysportiven Verbandes Union des sociétés françaises de sports athlétiques auf und konstituierte sich als Comité central d’organisation du rugby („zentrales Komitee für die Organisation des Rugby“). Das Komitee benannte sich am 11. Oktober 1920 in Fédération française de rugby um. 1922 erhielt die FFR die Anerkennung als gemeinnütziger Verband. 1934 entstand unter der Führung der FFR die Fédération internationale de rugby amateur (FIRA) als Konkurrenzverband zum International Rugby Football Board (IRFB). Erst 1978 trat die FFR dem IRFB bei, blieb aber auch der FIRA verbunden.
1920 bezog die FFR Räumlichkeiten an der Rue Rossini, im 9. Arrondissement von Paris (nahe dem Hôtel Drouot). Zwei Jahre später zog sie an die Rue des Petits-Champs im 1. Arrondissement um, kurz nach dem Zweiten Weltkrieg in eine Villa in der Cité d’Antin im 9. Arrondissement. Die Professionalisierung des Rugbysports im Jahr 1995 erforderte den Umzug in ein größeres Domizil an der Rue de Liège zwischen dem Bahnhof Saint-Lazare und der Place de Clichy, ebenfalls im 9. Arrondissement. 2010 vereinte der FFR alle administrativen und sportlichen Tätigkeiten im Centre national du rugby in Marcoussis (Département Essonne).

## Organisation

### Präsidenten der FFR

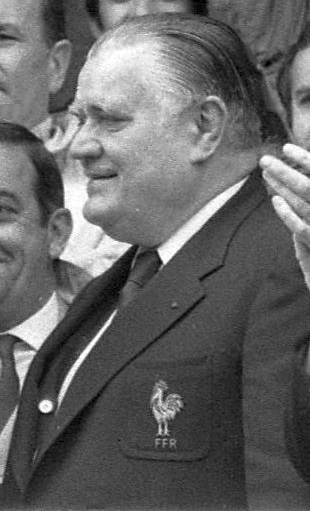
Albert Ferrasse war 23 Jahre lang FFR-Präsident

| Name             | von               | bis               |
| ---------------- | ----------------- | ----------------- |
| Frantz Reichel   | 13. Mai 1919      | 12. Oktober 1920  |
| Octave Léry      | 12. Oktober 1920  | Mai 1928          |
| Roger Dantou     | Mai 1928          | Mai 1939          |
| Albert Ginesty   | 24. Juni 1939     | Mai 1943          |
| Alfred Eluère    | Juni 1943         | Juni 1952         |
| René Crabos      | Juni 1952         | 1962              |
| Jean Delbert     | 1962              | 3. Dezember 1966  |
| Marcel Batigne   | 3. Dezember 1966  | Juni 1968         |
| Albert Ferrasse  | Juni 1968         | 14. Dezember 1991 |
| Bernard Lapasset | 14. Dezember 1991 | 12. Juli 2008     |
| Pierre Camou     | 12. Juli 2008     | 3. Dezember 2016  |
| Bernard Laporte  | 3. Dezember 2016  | 27. Januar 2023   |
| Florian Grill    | 14. Juni 2023     | amtierend         |

### Wettbewerbe
Die FFR delegiert die Durchführung der professionellen Ligen Top 14 und Pro D2 an die Ligue nationale de rugby, behält aber die Oberaufsicht über diese beiden Wettbewerbe. Alle übrigen Wettbewerbe von nationaler Bedeutung werden von der FFR selbst organisiert, ebenso ist sie für die Nationalmannschaften zuständig. Diesen Turnieren übergeordnet sind die zusammen mit Mannschaften aus England, Irland, Italien, Schottland, Südafrika und Wales ausgetragenen internationalen Pokalwettbewerbe European Rugby Champions Cup und EPCR Challenge Cup.
Zu den Wettbewerben
| Wettbewerbe für Männer - Nationale - Nationale 2 - Fédérale 1 - Fédérale 2 - Fédérale 3 - Régionale 1 - Régionale 2 - Régionale 3 - Juniorenmeisterschaft - Trophée Christian Belascain - Coupe René-Crabos - Coupe Pierre Alamercery - Challenge Pierre Gaudermen | Wettbewerbe für Frauen - Élite 1 - Élite 2 - Fédérale 1 - Fédérale 2 - Juniorinnenmeisterschaft |

### Regionale Teilverbände

Aufteilung der Regionalverbände

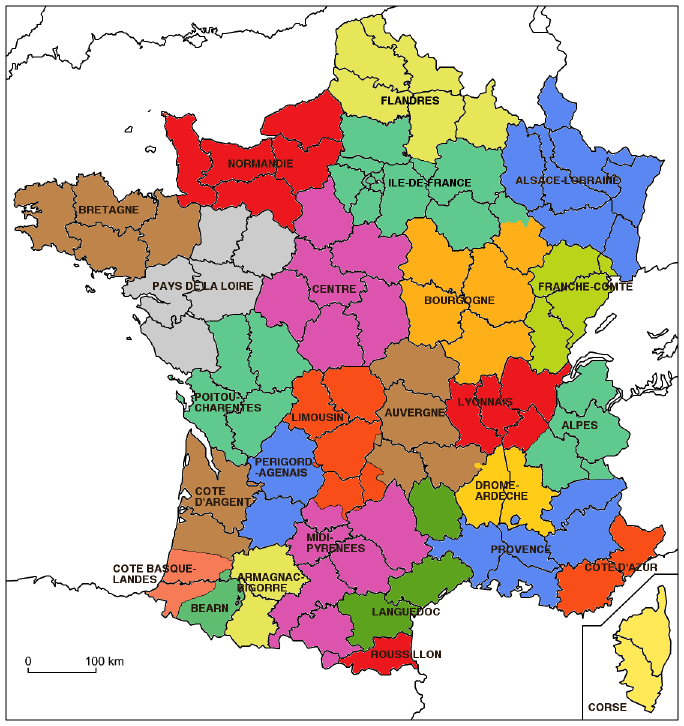
Aufteilung der Comités territoriaux bis 2018

In der France métropolitaine gibt es 13 regionale Teilverbände, die den 13 Regionen Frankreichs entsprechen. Sie entstanden 2018 im Rahmen einer Reform der regionalen Verbandsstrukturen und lösten 26 Comités territoriaux ab, die insbesondere im Südwesten (der Hochburg des französischen Rugbysports) deutlich kleinräumiger waren. Nachfolgend eine Übersicht (Stand 2018):
| Teilverband                                         | Region                     | Sitz                | Vereine |
| --------------------------------------------------- | -------------------------- | ------------------- | ------- |
| Ligue régionale Occitanie de rugby                  | Okzitanien                 | Toulouse            | 393     |
| Ligue régionale Nouvelle-Aquitaine de rugby         | Nouvelle-Aquitaine         | Gradignan           | 360     |
| Ligue régionale Auvergne-Rhône-Alpes de rugby       | Auvergne-Rhône-Alpes       | Chaponnay           | 287     |
| Ligue régionale Île-de-France de rugby              | Île-de-France              | Paris               | 143     |
| Ligue régionale Provence Alpes Côte d’Azur de rugby | Provence-Alpes-Côte d’Azur | Le Pradet           | 115     |
| Ligue régionale Bourgogne-Franche-Comté de rugby    | Bourgogne-Franche-Comté    | Beaune              | 085     |
| Ligue régionale Bretagne de rugby                   | Bretagne                   | Chantepie           | 067     |
| Ligue régionale Centre-Val de Loire de rugby        | Centre-Val de Loire        | Olivet              | 066     |
| Ligue régionale Hauts-de-France de rugby            | Hauts-de-France            | Villeneuve-d’Ascq   | 064     |
| Ligue régionale Grand Est de rugby                  | Grand Est                  | Tomblaine           | 059     |
| Ligue régionale Pays de la Loire de rugby           | Pays de la Loire           | Saint-Herblain      | 055     |
| Ligue régionale Normandie de rugby                  | Normandie                  | Le Thuit de l’Oison | 053     |
| Ligue régionale Corse de rugby                      | Korsika                    | Lucciana            | 008     |

Ihre Aufgabe ist die Durchführung von Wettbewerben regionaler Bedeutung:
- Honneur
- Promotion d’honneur
- Première série
- Deuxième série
- Troisième série
- Quatrième série

Drei Teilverbände sind grenzüberschreitend: Der Ligue régionale Auvergne-Rhône-Alpes de rugby gehört auch ein Verein aus der Schweiz an, während Andorra und Monaco von der Ligue régionale Occitanie de rugby bzw. der Ligue régionale Provence Alpes Côte d’Azur de rugby mitbetreut werden. Ursprünglich sollte ein 14. Teilverband, die Ligue d’Outremer de rugby, gegründet werden, doch die FFR gab dieses Projekt auf und ließ die sieben bisherigen assoziierten Verbände weiterbestehen. Diese sind:
| Assoziierter Verband                         | Überseegebiet       | Sitz           | Vereine |
| -------------------------------------------- | ------------------- | -------------- | ------- |
| Comité de rugby de La Réunion                | Réunion             | Saint-Denis    | 12      |
| Comité de rugby de Guadeloupe                | Guadeloupe          | Baie-Mahault   | 11      |
| Comité de rugby de Nouvelle-Calédonie        | Neukaledonien       | Nouméa         | 09      |
| Comité de rugby de Martinique                | Martinique          | Fort-de-France | 08      |
| Comité de rugby de Guyane                    | Französisch-Guayana | Cayenne        | 07      |
| Comité de rugby de Mayotte                   | Mayotte             | Mamoudzou      | 07      |
| Comité territorial de rugby Wallis et Futuna | Wallis und Futuna   | Mata Utu       | 06      |

## Logo
Bis 1912 spielte die französische Nationalmannschaft in weißen Trikots mit zwei Ringen darauf (das Logo der Union des sociétés françaises de sports athlétiques, den damaligen Sportverband, dem die Aufsicht über mehrere Sportarten im Land oblag). Nachdem Frankreich 1911 sein erstes Spiel gegen Schottland gewonnen hatte, schlug Mannschaftskapitän Marcel Communeau vor, die Mannschaft solle den coq gaulois (den „gallischen Hahn“) verwenden, ein traditionelles Symbol Frankreichs. Die Wahl fiel vermutlich deshalb auf den gallischen Hahn, weil er als stolzes und tapferes Tier angesehen wird, das manchmal auch aggressiv werden kann. Er wurde jedoch bereits zuvor von anderen französischen Nationalmannschaften als Symbol verwendet – der Fußballspieler Jean Rigal trug bereits im Mai 1910 ein Trikot mit diesem Symbol. Das Symbol war ursprünglich in weiß und rot gehalten, wurde nach 1945 jedoch in ein mehrfarbiges, aufgesticktes Bild abgeändert; seit 1970 ist es goldfarben. Das Symbol der Nationalmannschaft erlangte rasch Beliebtheit und wurde bei den Olympischen Spielen 1920 von der französischen Auswahl verwendet, wobei der Hahn auf den olympischen Ringen abgebildet war. Der Hahn entwickelte sich daraufhin zu einem bekannten Symbol französischer Nationalmannschaften. Die Rugby-Nationalspieler werden manchmal les coqs („die Hähne“) genannt und einige Anhänger der Nationalmannschaft lassen vor Spielen Hähne auf dem Spielfeld herumlaufen.